# مارتي شاي
مارتي شاي (بالإنجليزية: Marty Shay)‏ هو لاعب كرة قاعدة أمريكي، ولد في 25 أبريل 1896 في بوسطن في الولايات المتحدة، وتوفي في 20 فبراير 1951 في ورسستر في الولايات المتحدة.

## وصلات خارجية
- مارتي شاي على موقعبيزبول رفرنس.كوم (الدوري الرئيسي) (الإنجليزية)
- مارتي شاي على موقعبيزبول رفرنس.كوم (الدوري الثانوي) (الإنجليزية)